# Eupithecia kozhantschikovi
Eupithecia kozhantschikovi är en fjärilsart som beskrevs av Eugen Wehrli 1929. Eupithecia kozhantschikovi ingår i släktet Eupithecia och familjen mätare. Inga underarter finns listade i Catalogue of Life.